# Miniatur Wunderland
Miniatur Wunderland (MiWuLa) is de grootste modelspoorbaan ter wereld. Het ligt in het historische stadsdeel van Hamburg: Speicherstadt. De drijvende krachten achter deze onderneming zijn de tweelingbroers Frederik en Gerrit Braun en hun jongere halfbroer Sebastian Drechsler.
Op het 1610 m² grote oppervlak ligt in totaal 16.491 meter aan spoorbaan op H0-schaal, waarop 1166 digitaal gestuurde treinen met meer dan 10.450 wagons rijden en 498.500 led's, 10.330 auto's (zowel rijdend als stilstaand), 52 vliegtuigen, 70 schepen, 4669 gebouwen, 145.000 bomen en meer dan 300.000 menselijke figuurtjes zijn verwerkt (stand maart 2024). Dagelijks wordt nog steeds aan uitbreidingen gewerkt. Een totale investering van ruim 39,2 miljoen euro was hiervoor nodig. Het aantal bouwuren bedroeg 1.050.000. Gestreefd werd naar een gebruiksoppervlakte van 2300 m² in 2020, uitgebreid met landensecties van Frankrijk, Afrika en Australië.

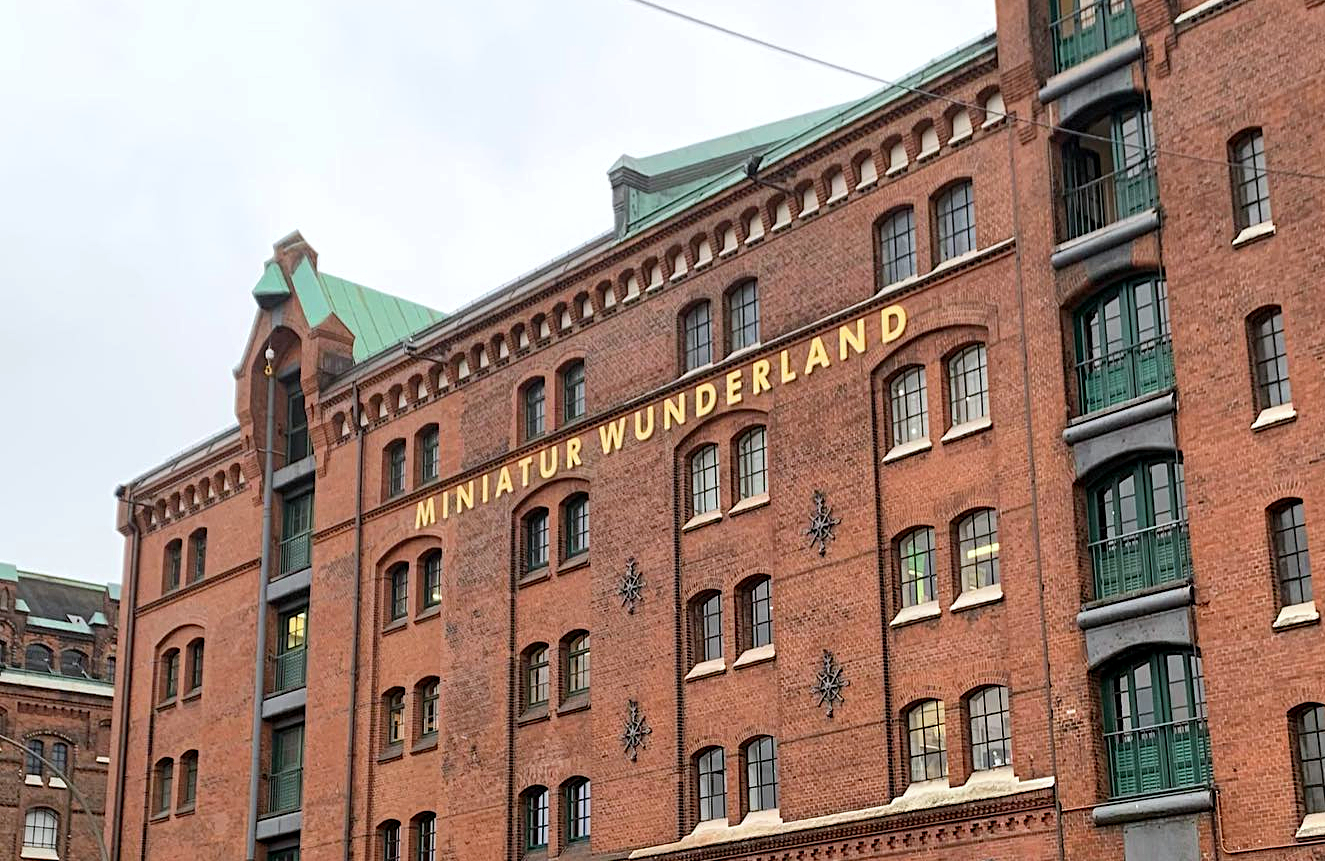
Hamburg-Speicherstadt, Miniatur Wunderland

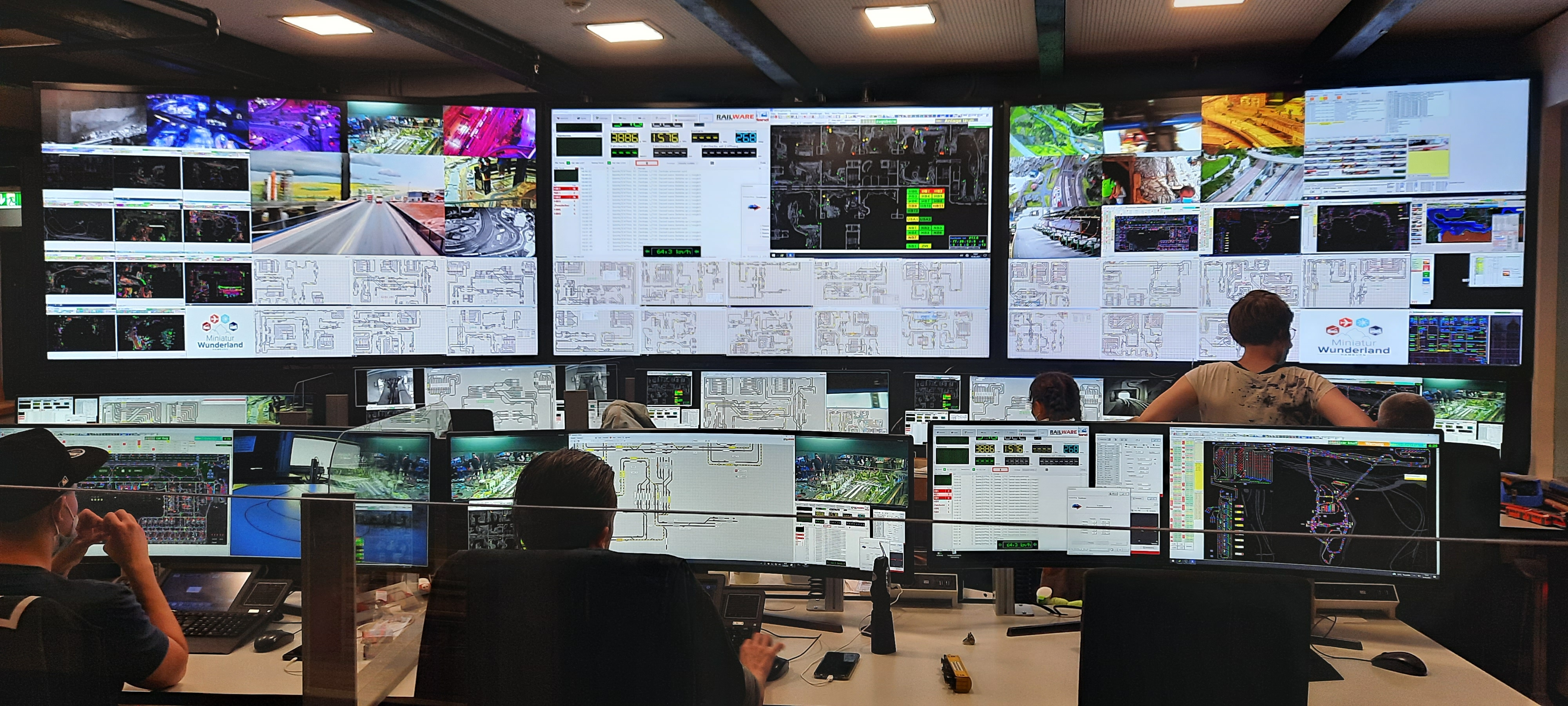
Panorama van de controlekamer

## Geschiedenis
In de zomer van 2000 kwam Frederik "Freddy" Braun tijdens zijn vakantie in Zürich in een modelbouwwinkel op het idee de grootste modeltreinbaan ter wereld te gaan maken. Thuisgekomen peilde hij via een internet-enquête onder willekeurig gekozen mannen of het plan met echte en fictieve bezienswaardigheden in Hamburg levensvatbaar was. Toen dit het geval bleek, nam Frederik samen met zijn tweelingbroer Gerrit contact op met de Hamburger Sparkasse, een bank die op basis van financiële onderpanden van de broers (onder meer een discotheek) een lening verstrekte van 2 miljoen Duitse mark.
In december 2000 werd de onderneming Miniatur Wunderland Hamburg GmbH opgericht. De oprichters waren vader Jochen W. Braun, zakenman en schrijver van boeken over vliegtuigongevallen, zijn beide zoons Frederik en Gerrit, en Stephan Herz, die samen met de broers Braun medeondernemer was van discotheek Voila en het platenlabel EDM Records. Later voegde zich de jongere halfbroer van Gerrit en Frederik, Sebastian Drechsler, zich bij het gezelschap, voornamelijk voor de public relations.
In het historische stadsdeel van Hamburg, Speicherstadt, werd een oud fabriekscomplex aangekocht. In de leegstaande ruimte ging de realisatie van start en op 16 augustus 2001 gingen de eerste drie secties in bedrijf: de fictieve stad Knuffingen, Midden-Duitsland en Oostenrijk. Uitbreiding vond plaats met Hamburg en de Duitse kust en vanaf dat moment (in 2002) was Wunderland al de grootste Europese modelspoorbaan. Met de uitbreidingen Verenigde Staten in december 2003 en Scandinavië in juli 2005 waren de broers dicht bij hun doel: de grootste modelspoorbaan ter wereld te bouwen. Door de grote aantallen bezoekers en de snelle bouw van nieuwe secties was het mogelijk zonder overheidsgelden de financiën op peil te houden.
Op 28 maart 2010 kregen Frederik, Gerrit Braun en Stephan Herz voor hun sociale betrokkenheid het Kruis van Verdiensten in de orde van verdiensten voor de Bondsrepubliek Duitsland. In 2012 werd Miniatur Wunderland als beste techniek- en industriemuseum van Europa genomineerd voor de Luigi Micheletti Award.
Op 26 maart 2010 werd de tien miljoenste bezoeker verwelkomd en op 13 augustus 2014 waren er 12 miljoen bezoekers geweest.
De luchthaven Knuffingen International Airport (2011) is gebaseerd op de luchthaven Hamburg-Fuhlsbüttel en bestaat uit een miniatuurvliegveld met meer dan 40 daadwerkelijk taxiënde, opstijgende en landende modelvliegtuigen en rijdend luchthavenverkeer. Het is de grootste miniatuurluchthaven ter wereld.
Op 10 september 2015 brachten Gerrit en Frederik het ontbrekende verbindingsstuk in de spoorbaan tussen de sectie Zwitserland en de nieuwe sectie Italië aan. Daardoor werd de lengte van de spoorbaan van 13 kilometer op 15,4 kilometer gebracht, wat goed was voor een vermelding in het Guinness Book of Records. Op 16 augustus 2019 werd dit record verbroken door de toevoeging van 315 meter aan de reeds bestaande lengte van 15.400 meter.
De laatst bijgebouwde sectie is Venetië (2018).
De verwachting is dat de totale constructie in 2020 helemaal af is, inclusief de nog geplande sectie (Frankrijk) waardoor de totale oppervlakte zal uitkomen op 2300 m². Er zijn echter alweer nieuwe secties gepland: Engeland/Schotland, Ierland/Wales, Monaco, de Benelux, Afrika en Australië. 
Medio augustus 2019 werd bekend dat er een nieuw gedeelte bijgebouwd zou worden: Zuid-Amerika. Om dit te verwezenlijken moest er een nieuwe ruimte bij komen. Deze werd gevonden in een naastliggend gebouw van het zelfde ontwerp als dat waarin nu MiWuLa is gebouwd. Een loopbrug over het tussenliggende water om de twee gebouwen te verbinden werd op 15 juli 2020 geplaatst. Om de juiste sfeer, de exacte kopieën van gebouwen, zoals bijvoorbeeld die van Rio de Janeiro, te verwezenlijken werd contact gezocht met een groep Venezolaanse maquettebouwers, omdat die de kennis bezitten van hoe de gebouwen daar tot stand zijn gekomen en hoe de specifieke omgeving eruitziet. Op deze wijze worden ook de maquettes gemaakt. In december 2021 werd het eerste gedeelte van Zuid-Amerika, Rio de Janeiro, geopend. Behalve de loopbrug verbindt een spoorlijn de twee continenten.

Tijdens de coronapandemie werd in 2020 en 2021 Miwula voor bezoekers stilgelegd, terwijl groot onderhoud aan diverse secties en rollend materieel plaatsvond. Later in 2021 werd Miwula weer voor publiek opengesteld.
Op 26 april 2024 werd door het Monegaskisch vorstelijk gezin van prins Albert II en prinses Charlene Wittstock het gedeelte Provence en Monaco geopend. Hier wordt de Provence met de kenmerkende lavendelvelden en de miniatuurstaat in miniatuur weergegeven, compleet met alle belangrijke gebouwen, zoals het vorstelijk paleis van Monaco, en de Kathedraal van Monaco waarin de huwelijksinzegening van prins Reinier III en prinses Gracia plaatsvond en die na het voltrekken van de plechtigheid buiten de kerk te zien zijn.
 Omdat het stratencircuit uit de Formule 1-races niet mocht ontbreken, werd ook dit met een computergestuurde racebaan nagebouwd. Op het circuit wordt een race nagebootst tussen 60 deelnemers, waarbij de raceauto's via een zelfontwikkelde elektromagnetische aansturing elk apart worden voortbewogen, elkaar kunnen passeren en een pitstop kunnen maken.
Aan het hele project is ruim 11 jaar gewerkt, omdat de ontwikkeling van het besturingssysteem voor de auto's zeer arbeidsintensief was en de meeste tijd vergde.

## Controlekamer
De controlekamer is het hart van Miniatur Wunderland. Vanuit hier vindt alle besturing plaats van bewegende objecten, zoals treinen, schepen, vliegtuigen, uitrukkende brandweerauto's, overig verkeer, verlichting, dag- en nachtregeling enzovoorts. Door middel van een zeer groot aantal monitoren vindt controle plaats en kan bij calamiteiten op het spoortraject of op de weg direct worden ingegrepen. Ook kunnen noodprocedures voor de bezoekers in werking worden gezet in geval van brand of andere problemen.

## Onderhoud en reparaties/modificaties
Onderhoud en reparaties/modificaties van alles wat beweegt en landschaps- en bruggenbouw in eigen beheer. Nieuw aangekocht materieel wordt grondig bekeken, op rijvaardigheid getest en zo nodig gemodificeerd, zodat het aan de zware gebruikseisen kan voldoen. De vele bewegende auto's rijden met behulp van het Faller Car-systeem en zijn veelal in eigen beheer daarnaar omgebouwd.

## Aantal werknemers
Het aantal werknemers bedraagt meer dan 350. Deze houden zich onder meer bezig met kaartverkoop, beleidsvoering, financiën, rondleiden van bezoekers, p.r.-activiteiten, planning voor nieuwbouw, aankoop en bouwmateriaal, ontwerpen, bouw van en onderhoud aan gebouwen, bruggen, waterwegen, landschappen, allerhande technische installaties, voer-, vlieg- en vaartuigen en de dagelijkse leiding van de controlekamer.

## Bezoekersaantallen
Miniatuur Wunderland ontvangt jaarlijks 1,4 miljoen bezoekers. Op 16 augustus 2019 hadden sinds de opening ruim 18 miljoen personen een bezoek gebracht.

## Overzicht van de verschillende secties
| Sectie | Naam                                   | Ingebruikname     | Afmeting   |
| ------ | -------------------------------------- | ----------------- | ---------- |
| 1      | Harz/Midden Duitsland                  | augustus 2001     | ca. 120 m² |
| 2      | Knuffingen                             | augustus 2001     | ca. 120 m² |
| 3      | Oostenrijk                             | augustus 2001     | ca. 60 m²  |
| 4      | Hamburg                                | november 2002     | ca. 200 m² |
| 5      | Amerika                                | december 2003     | ca. 100 m² |
| 6      | Scandinavië                            | juli 2005         | ca. 300 m² |
| 7      | Zwitserland                            | november 2007     | ca. 250 m² |
| 8      | Knuffingen Airport                     | mei 2011          | ca. 150 m² |
| 9      | Italië                                 | september 2016    | ca. 190 m² |
| 10     | Zuid-Amerika - Rio de Janeiro          | december 2021     | 200-220 m² |
| 11     | Monaco (inclusief Formule 1 Circuit)   | april 2024        | ca. 36 m²  |
| 12     | Provence                               | april 2024        | ca. 27 m²  |
| 13     | Midden-Amerika en het Caribisch gebied | gepland eind 2024 | 140-160 m² |
| 14     | Azië                                   | gepland eind 2026 | ca. 150 m² |

## Kleine extra secties
| sectie | Naam                                   | Ingebruikname | Afmeting |
| ------ | -------------------------------------- | ------------- | -------- |
| 1      | Havenstad (Hamburg) en Elbphilharmonie | november 2013 | ca. 9 m² |
| 2      | Venetië                                | februari 2018 | ca. 9 m² |